# 웹 공학
월드 와이드 웹은 근래 여러 영역에서 복잡하고 다양한 애플리케이션을 전달하는 수단으로 이용되었다. 웹 애플리케이션은 복잡한 동작을 표현하고 사용성, 성능, 보안 같은 요구 사항을 충족시켰다.
하지만 이 중 대다수는 필요에 따라 개발해왔으며 사용성, 유지 보수, 품질 및 신뢰성에서 문제점이 야기되었다 [1-4]. 웹 개발이 점점 다양한 훈련을 통해 실질적인 경험이 축적됨에 따라 특별한 고려가 필요한 독창적인 분야로 바뀌고 있다. 이러한 새로운 분야를 웹 공학이라고 부르며 웹 기반 시스템 및 애플리케이션을 좀 더 높은 품질로 개발하기 위해 시스템적이고 정량화된 접근이 진행되고 있다. [1,2]
그러나, 
특히, 웹 공학은 웹 개발의 기초를 이루는 도구와 기법 및 방법론에 초점을 맞추고 있으며 이를 지원하는 디자인, 개발, 및 평가를 포함한다. 웹 애플리케이션 개발은 전통적인 소프트웨어 개발, 정보 시스템 또는 컴퓨터 애플리케이션과는 전혀 다른 특징을 가지고 있다.
웹 공학은 시스템 분석 및 디자인, 소프트웨어 공학, 하이퍼텍스트 공학, 요구사항 분석, 인지 과학, 사용자 인터페이스, 정보 공학 및 정보 추출, 테스트, 모델링 및 프로젝트 관리, 그래픽 디자인 및 표현 같은 여러 전문 분야에 걸쳐 있다.
하지만, 소프트웨어 공학과 웹 공학이 개발 프로세스를 다룬다고 하여 같거나 세부 주제는 아니다. 다만, 웹 공학은 소프트웨어 공학의 실제적 이용을 담당하고 있고 웹 애플리케이션에 대한 새로운 접근, 방법론, 도구, 기법, 가이드라인이 필요하다. 

## 학문으로 웹 공학
이미 초기 웹 단계에서 학문으로 웹 공학에 대한 제안이 시작되었다 1998년 호주 브리스베인에서 열린 World Wide Web Conference에서는 첫 번째 웹공학 워크숍이 열렸다. 호주 웨스턴 시드니 대학의 San Murugesan, Yogesh Deshpande, Steve Hansen, Athula Ginige 등은 1999년 ICSE workshop on Web Engineering 학문으로서 웹 공학을 맨 먼저 제안하였다.[1]. 그 이후 몇 편의 논문이 나왔으나 몇 가지 논쟁이 있었다.
- 웹 정보 시스템과 개발 프로세스는 다르다 혹은 같다.[2, 7].
- 웹 공학은 다양한 분야에 걸쳐있고 소프트웨어 공학 같은 단일 학문은 완전한 이론 기반이나 웹 개발에 대한 실제와 지식을 제공할 수 없다. [5]
- 전통적인 애플리케이션 개발과 비교해 봤을 때 라이프 사이클 이슈
- 웹 기반 정보 시스템 및 애플리케이션은 계속 퍼지고 있고 사소한 것이 아니다. 플랫폼으로서의 웹(Web as a platform)은 계속 성장을 지속할 것으로 전망되고, 특별하게 취급할 가치가 있다.

그러나, 소프트웨어 공학같은 전통적 학문에 있는 관점에서 웹 공학을 새로운 분야로 인정하는 데 논쟁이 벌어지고 있다. 주요 이슈는 웹 공학이 다른 분야와 비교해서 어떻게 다른가 하는 것이다.
웹 공학은 주요 주제는 아래 분야를 포함하고 있으나, 제한적이지 않고 다양하다.

### 웹 프로세스 및 프로젝트 관리 분야
- 웹 애플리케이션 개발 프로세스 및 프로세스 향상
- 웹 프로젝트 관리 및 위기 관리
- 공동 웹 개발

### 요구사항 분석 분야
- 웹 애플리케이션 비즈니스 프로세스
- 웹 애플리케이션 프로세스 모델링
- 웹 애플리케이션 요구 공학

### 웹 시스템 개발 분야, 도구 및 기법
- UML과 웹
- 웹 애플리케이션 개념 모델링 (aka. 웹 모델링)
- 프로토타이핑 기법 및 도구
- 웹디자인 기법
- 웹 애플리케이션 CASE(Computer Aided Software Engineering) 도구
- 웹 인터페이스 디자인
- WIS 데이터 모델

### 구현 분야
- 통합 웹 애플리케이션 개발 환경
- 웹 애플리케이션 코드 개발
- 웹에서의(을 위한) 소프트웨어 공장
- 웹 2.0,AJAX, E4X, Asp.net2.0,Asp.net3.0 및 다른 신 개발 기법
- 웹서비스 개발 및 구현
- 경험적 웹 공학

### 테스트 분야
- 웹 시스템과 애플리케이션 테스트 및 평가
- 테스트 자동화, 기법 및 도구

### 웹 분류 분야
- 시맨틱웹 애플리케이션
- 유비쿼터스 및 모바일 웹 애플리케이션
- 모바일 웹 애플리케이션 개발
- 장치 독립적인 웹 서비스 제공
- 웹 애플리케이션 지역화 및 국제화

### 품질 관리 분야
- 비용 측정 및 관리
- 개인화 및 적용
- 품질 관리 및 사용성
- 웹 접근성
- 웹 기반 애플리케이션 성능

### 콘텐츠 관리 분야
- 콘텐츠 관리
- 멀티미디어 편집 지원 도구 및 소프트웨어
- 적응적 하이퍼미디어(adaptive hypermedia) 편집

## 교육 정보
1. San Murugesan, Yogesh Deshpande, Steve Hansen and Athula Ginige, "Web Engineering: A New Discipline for Development of Web_based Systems," Proceedings of the First International Conference of Software Engineering (ICSE) Workshop on Web Engineering, Los Angeles, USA, 1999. Also published in Web Engineering: Managing Diversity and Complexity of Web Application Development, San Murugesan and Yogesh Deshpande (Eds), LNCS 2016, Springer Verlag, Berlin Heidelberg, 2001.
2. Athula Ginige and San Murugesan, "Web Engineering: An Introduction," IEEE Multimedia, Vol. 8, No. 1, January 2001, pp 14-18.
3. Roger S Pressman, "Can Internet Applications be Engineered?" IEEE Software, Vol. 15, No. 5, Sep/Oct 1998, pp 104-110.
4. Roger S Pressman, "What a Tangled Web we Weave," IEEE Software, Jan/Feb 2001, Vol. 18, No.1, pp 18-21.
5. Yogesh Deshpande, and Steve Hansen, "Web Engineering: Creating Discipline among Disciplines," IEEE Multimedia, Vol. 8, No. 1, January 2001, pp 81-86.
6. Robert L. Glass, "Who's Right in the Web Development Debate?" Cutter IT Journal, July 2001, Vol. 14, No.7, pp 6-10.
7. Gerti Kappel, Birgit Proll, Seiegfried, and Werner Retschitzegger, "An Introduction to Web Engineering," in Web Engineering, Gerti Kappel, et al (eds.) John Wiley and Sons, Heidelberg, Germany, 2003.
8. S. Ceri, P. Fraternali, A. Bongio, M. Brambilla, S. Comai, M. Matera. "Designing Data-Intensive Web Applications". Morgan Kaufmann Publisher, Dec 2002, ISBN 1-55860-843-5

## 웹 공학 자료
학회 및 관련 단체
- International Society for Web Engineering e.V.
- Web Engineering Community
- WISE Society
- ACM SIGWEB
- World Wide Web Consortium

서적
- "Web Engineering: Modelling and Implementing Web Applications", edited by Gustavo Rossi, Oscar Pastor, Daniel Schwabe and Luis Olsina, Springer Verlag HCIS, 2007, ISBN 978-1-84628-922-4
- "Cost Estimation Techniques for Web Projects", Emilia Mendes, IGI Publishing, ISBN 978-1-59904-135-3
- "Web Engineering - The Discipline of Systematic Development of Web Applications", edited by Gerti Kappel, Birgit Pröll, Siegfried Reich, and Werner Retschitzegger, John Wiley & Sons, 2006
- "Web Engineering", edited by Emilia Mendes and Nile Mosley, Springer-Verlag, 2005
- "Web Engineering: Principles and Techniques", edited by Woojong Suh, Idea Group Publishing, 2005
- "Building Web Applications with UML" (2nd edition), by Jim Conallen, Pearson Education, 2003
- "Information Architecture for the World Wide Web" (2nd edition), by Peter Morville and Louis Rosenfeld, O'Reilly, 2002
- "Web Site Engineering: Beyond Web Page Design", by Thomas A. Powell, David L. Jones and Dominique C. Cutts, Prentice Hall, 1998
- "Designing Data-Intensive Web Applications", by S. Ceri, P. Fraternali, A. Bongio, M. Brambilla, S. Comai, M. Matera. Morgan Kaufmann Publisher, Dec 2002, ISBN 1-55860-843-5

컨퍼런스
- World Wide Web Conference: IW3C2, since 1994
- International Conference on Web Engineering (ICWE) (since 2000): 2008 2007 2006 2005 보관됨 2011-11-12 - 웨이백 머신 2004
- Web Information Systems Engineering Conference: by WISE Society, since 2000
- International Conference on Web Information Systems and Technologies (WebIST): since 2005
- International Workshop on Web Site Evolution (WSE)
- International Conference on Software Engineering

책 내용
- Murugesan,S and A.Ginige, A. "Web Engineering: Introduction and Perspectives", Chapter 1 in "Web Engineering: Principles and Techniques" (Suh, W. ed.), Idea Group Publishing, 2005. https://web.archive.org/web/20071013180218/http://www.idea-group.com/downloads/excerpts/01%20Suh.pdf
- Pressman, R.S., 'Applying Web Engineering', Part 3, Chapters 16-20, in Software Engineering: A Practitioner's Perspective, Sixth Edition, McGraw-Hill, New York, 2004. http://www.rspa.com/
- Bousaleh, N. A, 2007. Web Accessibility a Universal Goal [Online] ARTICLES BASE Available from: http://www.articlesbase.com [Accessed 1 October 2008].

학회지
- Journal of Web Engineering
- International Journal of Web Engineering and Technology
- ACM Transactions on Internet Technology
- World Wide Web (Kluwer Academic Publishers) 보관됨 2008-11-21 - 웨이백 머신
- Web coding journal

특별 기고
- Web Engineering, IEEE MultiMedia, Jan.–Mar. 2001 (Part 1) and April–June 2001 (Part 2)
- Usability Engineering, IEEE Software, January-February 2001.
- Web Engineering, Cutter IT Journal, 14(7), July 2001.*
- Testing E-business Applications, Cutter IT Journal, September 2001.
- Engineering Internet Software, IEEE Software, March-April 2002.
- Usability and the Web, IEEE Internet Computing, March-April 2002.

수업
- 웹공학 강의, 제주대학교 통신컴퓨터공학부
- 웹공학 강의, 연변과학기술대학 컴퓨터공학과  보관됨 2010-10-23 - 웨이백 머신

## 같이 보기
- 데브옵스
- 웹 개발자

## 참고 자료
- "Web Engineering: Introduction and Perspectives" by San Murugesan and Athula Ginige, Chapter 1 "Web Engineering: Principles and Techniques" (Suh, W. ed.), Idea Group Publishing, 2005.